# لوتا اکویست
لوتا اکویست (انگلیسی: Lotta Ökvist؛ زادهٔ ۱۷ فوریهٔ ۱۹۹۷) بازیکن فوتبال اهل سوئد است.
وی همچنین در تیم‌های ملی فوتبال Sweden women's national under-17 football team, Sweden women's national under-19 football team, Sweden women's national under-23 football team، و زنان سوئد بازی کرده‌است.